# Paralímni (periodisk sjö)
Paralímni är en periodisk sjö i Cypern.   Den ligger i distriktet Eparchía Ammochóstou, i den östra delen av landet, 60 km öster om huvudstaden Nicosia. Paralímni ligger 64 meter över havet. Den ligger på ön Cypern.